# Jevgeni Aramovitsj Abramjan
Jevgeny Aramovitsj Abramjan (Russisch: Евге́ний Ара́мович Абрамя́н) (Tbilisi, 3 augustus 1930) is een Sovjet-Armeens natuurkundige, professor, winnaar van de staatsprijs van de Sovjet-Unie en een van de oprichters van verschillende onderzoeksrichtingen in de Sovjet en Russische nucleaire technologie. Hij is houder van meer dan 100 patenten en schreef verschillende boeken over toegepaste natuurkunde. 